# In My Blood (Natalia)
In My Blood is het zesde studio-album van de Belgische zangeres Natalia. Het album werd uitgebracht op 29 april 2016 op het eigen label van de zangeres. De cd werd opgenomen in België en de mix van het album gebeurde in Los Angeles. Tijdens de release party op 23 april 2016 in de backstage lounge van het Sportpaleis mocht Natalia een gouden plaat ontvangen voor een voorverkoop van 10.000 albums.

## Tracks
- 1. Anyone Out There (3:38)
- 2. In My Blood (3:32)
- 3. Julie In The Meantime (3:41)
- 4. Sabotage (3:43)
- 5. Last Night On Earth (3:21)
- 6. American Honey (2:52)
- 7. Razorblade (3:36)
- 8. All That Remains (3:16)
- 9. She Brings The Rain (3:12)
- 10. Leaving With A Bang (3:11)
- 11. Sure Thing (3:39)
- 12. This Is It (3:27)
- 13. Smoking Gun (3:32)

## Singles
| Single met hitnotering(en) in de Vlaamse Ultratop 50 | Datum van verschijnen | Datum van binnenkomst | Hoogste positie | Aantal weken | Opmerkingen |
| ---------------------------------------------------- | --------------------- | --------------------- | --------------- | ------------ | ----------- |
| Smoking Gun                                          | 14-08-2015            | 21-08-2015            | 13              | 4            |             |
| In My Blood                                          | 11-04-2016            | 23-04-2016            | 16              | 4*           |             |